# Казавчинские скалы
Казавчинские скалы (укр. Казавчинські скелі) — ландшафтный заказник местного значения на Украине. Расположен в пределах Гайворонской общины Голованевского района Кировоградской области, недалеко от села Казавчин.
Площадь заказника составляет 55 га. Провозглашен заповедной территорией 22 февраля 2009 года. Находится в ведении Гайворонской районной администрации.
Является частью гранитно-степного Побужья. На крутых гранитных склонах растут 17 видов растений, занесенных в Красную книгу Украины, в частности лекарственные растения — душица и зверобой.